# エマヌエレ・フィリベルト・デュカ・ダオスタ (軽巡洋艦)
エマヌエレ・フィリベルト・デュカ・ダオスタ (イタリア語: Emanuele Filiberto Duca d'Aosta) は、イタリア王立海軍が第二次世界大戦で運用したエマヌエレ・フィリベルト・デュカ・ダオスタ級軽巡洋艦。イタリア降伏後、賠償艦に指定される。ソビエト連邦が取得し、黒海で運用される。当初はスターリングラード (Сталинград) 、次にケルチ (Керчь) に改名され、1960年代まで使用された。 

## 概要
エマヌエレ・フィリベルト・デュカ・ダオスタは、コンドッティエリ軽巡洋艦の4番目のサブクラスに属していた。エマヌエレ・フィリベルト・デュカ・ダオスタのデザインは、ライモンド・モンテクッコリ級軽巡洋艦の改良版で、排水量がわずかに増加し、装甲が大幅に増加していた。 内部機器も再配置されていた。 
エマヌエレ・フィリベルト・デュカ・ダオスタはリボルノのOTO社によって建造され、第一次世界大戦時のイタリアの陸軍元帥アオスタ2世公爵エマヌエーレ・フィリベルトにちなんで名付けられた。 

## 艦歴
1937年6月初旬、ドイツ国防軍のヴェルナー・フォン・ブロンベルク陸軍元帥がイタリア王国を訪問した。6月7日、イタリア海軍はガエータ湾で観艦式を実施する。ダオスタ号はムッソリーニ首相の旗艦となり、内閣閣僚やプロンベルグ将軍も乗艦した。
第7巡洋艦部隊に加わり、1938年には同戦隊司令官ソミグーリ提督の指揮下で姉妹艦「エウジェニオ・ディ・サヴォイア (Eugenio di Savoia) 」と世界周航航海をおこない、その際に日本を訪問する予定であった。だがナチス・ドイツとチェコスロバキアの間でズデーテン危機が勃発して8月31日のナポリ出発は延期される。11月にナポリを出発、カリブ海、南アメリカを訪れた。イタリア領事館の公式発表をもとにハワイ経由で日本訪問との報道もあったが、実現せず1939年3月にラスペツィアに帰還した。 

### 第二次世界大戦
1940年6月にイタリア王国が枢軸陣営として世界大戦に参加した。ダオスタは引き続き第7巡洋艦隊に所属しており、7月6〜10日のプンタ・ステロ沖海戦に参加した。さらに、ダオスタは北アフリカへの輸送船団の護衛や、イギリスの巡洋艦への迎撃に参加し、12月18日にはコルフ島への砲撃に参加した。
1941年の間、ダオスタは主に第8巡洋艦師団に所属し、北アフリカの沖への機雷敷設や護送船団の護衛に参加した。  
1941年5月1日と6月3日に他の巡洋艦と共にトリポリ沖へ機雷を敷設。同年12月19日にイギリス海軍のK部隊がこの機雷原に突入し、軽巡洋艦ネプチューン (HMS Neptune, 20) と駆逐艦カンダハー (HMS Kandahar, F28) が沈没、軽巡2隻（オーロラ、ペネロピ）が大破するなどの被害を出している。なお、6月3日の時は「エマヌエレ・フィリベルト・デュカ・ダオスタ」は対潜水艦用の機雷を敷設している。
12月に行われた船団護衛任務は、 ダオスタが参加した第一次シルテ湾海戦に発展した。 
1942年の任務は以前とほぼ同じだったが、8月にペデスタル作戦による輸送船団を迎撃するために出航したが、空軍の援護がないため、この出撃は中止された。 
1942年6月13日、 ダオスタはサルデーニャ島の南方沖において軽巡洋艦ライモンド・モンテクッコリ (Raimondo Montecuccoli) とともに航行中にイギリス潜水艦ユニゾン (HMS Unison) よる雷撃を受けたが難を逃れた。 
1943年、 ダオスタは1年の残りのほとんどの期間、燃料不足のために活動していなかった。8月に予定されたパレルモ周辺の連合国軍への砲撃は中止された。
イタリアの降伏と休戦協定締結後、ダオスタはタラントで簡単な改修を行い、1943年10月に軽巡洋艦ドゥーカデッリアブルッツィとジュゼッペガリバルディとともに、南大西洋に出航し、西アフリカのフリータウンに拠点を置く海上封鎖任務に他の連合国軍と共に貢献した。1943年11月から1944年2月の間に7回の巡回を行った。ダオスタは4月にイタリアに戻り、その後、輸送任務を行っただけだった。
ダオスタは参加した海上行動のいずれにおいても損害を受けたことはなく、空襲や潜水艦の攻撃によって被弾を受けることはなかったため幸運艦と呼ばれていた。

### 戦後
第二次世界大戦終結後、 ダオスタは活動停止状態となり、戦時賠償の一環としてソビエト連邦に引き渡された。1949年3月2日、Z15としてソ連海軍の艦艇となる。彼女は最初にスターリングラード、次にケルチに改名した。1959年2月20日に除籍されて1960年代（おそらく1960年）に解体されるまで、ソビエト海軍の黒海艦隊に所属していた。